# Raymond Felix
Raymond Alfons Angeline Felix (21 september 1937) is een Vlaamse zanger, zaakvoerder, songwriter en muziekproducent.

## Biografie
Raymond was in de jaren 70 een zanger met een Nederlandstalig repertoire.
In de jaren 80 had hij naast zijn zangactiviteiten ook discotheek 'Blue Bird Castle' of kortweg 'BBC' in Beveren met huis DJ's Marc Grouls (1981-1986, nadien in Bel-Air, Confetti's en The Prestige) en zijn opvolger Mike Thompson. Midden 1991 stopte hij als zaakvoerder van 'Circuit' de BVBA die de 'BBC' uitbaatte.
Van 1990 tot eind 2001 was hij aandeelhouder en zaakvoerder van 'Nice and Easy Music' in Beveren-Waas. Andere aandeelhouders waren Myriam Mendonck en Daisy Felix.
In deze periode schreef en produceerde hij songs voor meerdere groepen en solo artiesten.

## Werken
Naast zijn jarenlange werk worden ook in de periode 2020-2022 nog door hem geschreven of bewerkte songs opgevoerd.
- 2020 #LikeMe met Ademloos een coverversie van Sha-Na's - 'Ademloos'
- 2020 Belgian & Dutch Guys met 'Let The Sun In Your Heart' een coverversie van 'Laat de zon in je hart'

### Groepen
- Candy, meisjestrio
- Sha-Na, meisjesduo

### Solisten
- Christoff, diverse nummers
- Laura Lynn
  - Een zomerlang
  - Jij bent de mooiste
- Sam Gooris
  - Kom m'n liefste meisje
  - Sexy
- Steve Tielens
  - 1 dag zonder jou
  - Een droom voor jou en mij
  - Griekenland
- Willy Sommers,
  - Alles kan en alles mag
  - Laat de zon in je hart

## Media

### Discografie
| Single met hitnotering(en) in de Vlaamse Ultratop 50 | Datum van verschijnen | Datum van binnenkomst | Hoogste positie | Aantal weken | Opmerkingen |
| ---------------------------------------------------- | --------------------- | --------------------- | --------------- | ------------ | ----------- |
| A Night in Barcelona                                 | 1972                  | -                     |                 |              |             |
| Ik ben wie ik ben                                    | 1973                  | -                     |                 |              |             |
| Sk Beveren Hup Hup Hup                               | onbekend              | -                     |                 |              | A-Zijde     |
| Annemieke                                            | onbekend              | -                     |                 |              | B-Zijde     |
| Mamamarie                                            | onbekend              | -                     |                 |              |             |